# Abilio Martínez Varea
Abilio Martínez Varea (Autol, La Rioja, España, 29 de enero de 1964) es un sacerdote católico y teólogo español, obispo electo de Ciudad Real desde el 9 de julio de 2025.

## Biografía

### Formación
Inició sus estudios eclesiásticos en el seminario de Logroño en 1982. En 1989 se licenció en Teología Dogmática en la Pontificia Universidad Gregoriana de Roma.

### Presbítero
Recibió el orden sacerdotal el 30 de septiembre de 1989. Entre 1989 y 1994 fue vicario parroquial en Aldeanueva de Ebro. Cursó estudios de doctorado en la Universidad Pontificia de Salamanca entre 1989 y 1996.  Continuó como vicario parroquial de San Pío X en Logroño.  Fue delegado de Apostolado Seglar y de Enseñanza, así como profesor en el Instituto Diocesano de Ciencias Religiosas, consiliario de CONCAPA, canónigo del Cabildo Catedral de Concatedral de Santa María de la Redonda y, desde 2004, vicario episcopal de Pastoral y Enseñanza de la diócesis de Calahorra y La Calzada-Logroño.

### Obispo
El 5 de enero de 2017 fue nombrado por el papa Francisco obispo de la diócesis de Osma-Soria. El 11 de marzo de 2017 fue consagrado en la catedral de Osma por el arzobispo de Burgos, Fidel Herráez Vegas, como consagrante principal y el arzobispo de Barcelona, monseñor Omella, y el obispo de Calahorra y La Calzada-Logroño, monseñor Escribano, como coconsagrantes principales.
Desde el 10 de octubre de 2022 es el presidente de la Fundación Las Edades del Hombre.
El 9 de julio de 2025 fue nombrado, por el papa León XIV, obispo de Ciudad Real, iniciando su ministerio el 27 de septiembre de 2025.
En la Conferencia Episcopal Española es, desde marzo de 2020, responsable del Departamento de Pastoral del Trabajo de la Subcomisión Episcopal para la Acción Caritativa y Social. Anteriormente ha sido miembro de la Comisión Episcopal de Enseñanza y Catequesis (marzo 2017 - marzo 2020), miembro de la Comisión Episcopal de Pastoral Social (marzo 2017 - marzo 2020) y responsable del Departamento de Semanas Sociales de la Subcomisión Episcopal para la Acción Caritativa y Social (marzo 2020 - noviembre 2022).